# Sporting Clube de Portugal 1976-1977
Questa voce raccoglie le informazioni riguardanti lo Sporting Clube de Portugal nelle competizioni ufficiali della stagione 1976-1977.

## Stagione
Nella stagione 1976-1977 lo Sporting Lisbona, allenato dall'inglese Jimmy Hagan terminò il campionato al secondo posto, mentre in coppa nazionale il cammino si fermò ai quarti di finale per mano del Porto. Tra i vari risultati fu memorabile il 3-0 col quale vennero sconfitti i rivali del Benfica, in cui fu protagonista Manoel con una tripletta.

## Maglie e sponsor
|  | Casa |

## Rosa
| N. |                       | Ruolo | Calciatore        |
| -- | --------------------- | ----- | ----------------- |
| -  | Portogallo (bandiera) | P     | Conhé             |
| -  | Portogallo (bandiera) | P     | Matos             |
| -  | Portogallo (bandiera) | D     | José Mendes       |
| -  | Brasile (bandiera)    | D     | Fernando da Costa |
| -  | Portogallo (bandiera) | D     | Augusto Inácio    |
| -  | Portogallo (bandiera) | D     | Zezinho           |
| -  | Portogallo (bandiera) | D     | Amândio Barreiras |
| -  | Portogallo (bandiera) | D     | João Laranjeira   |
| -  | Portogallo (bandiera) | C     | Vítor Gomes       |
| -  | Portogallo (bandiera) | C     | Valter Costa      |

| N. |                       | Ruolo | Calciatore       |
| -- | --------------------- | ----- | ---------------- |
| -  | Portogallo (bandiera) | C     | Rui Palhares     |
| -  | Angola (bandiera)     | C     | Camilo Conceição |
| -  | Portogallo (bandiera) | C     | Vítor Baltasar   |
| -  | Portogallo (bandiera) | C     | Samuel Fraguito  |
| -  | Mali (bandiera)       | A     | Salif Keïta      |
| -  | Portogallo (bandiera) | A     | Manuel Fernandes |
| -  | Portogallo (bandiera) | A     | Carlos Freire    |
| -  | Portogallo (bandiera) | A     | Marinho          |
| -  | Brasile (bandiera)    | A     | Manoel Costa     |
| -  | Mozambico (bandiera)  | A     | Libânio          |

## Risultati

### Taça de Portugal
| 28 novembre 1976 Secondo turno                                                                               | Penalva   | 2 – 6 referto                                                          | Sporting Lisbona |  |
| \| \| \| \| \| ? ? \| Marcatori \| 11’ V. Costa 30’ Fraguito 30’ Marinho 48’, 76’ Manoel 65’ M. Fernandes \| |           |                                                                        |                  |  |
| |           |                                                                        |                  |  |
| ? | Marcatori | 11’ V. Costa 30’ Fraguito 30’ Marinho 48’, 76’ Manoel 65’ M. Fernandes |                  |  |

| Arbitro: | Santos |

|   |           |                              |
| ? | Marcatori | 51’ Marinho 70’ (aut.) Serra |

| 21 febbraio 1977 Sedicesimi di finale                                                        | União de Lamas | 1 – 4 referto                                            | Sporting Lisbona |  |
| \| \| \| \| \| ? \| Marcatori \| 20’ Rui Palhares 26’ Fraguito 48’ Laranjeira 80’ Marinho \| |                |                                                          |                  |  |
|                                                                                              |                |                                                          |                  |  |
| ?                                                                                            | Marcatori      | 20’ Rui Palhares 26’ Fraguito 48’ Laranjeira 80’ Marinho |                  |  |

| Arbitro: | de Almeida |

|                      |           |  |
| Manoel 10’, 52’, 57’ | Marcatori |  |

| Arbitro: | Vicente |

|                                    |           |  |
| Duda 2’ A. Oliveira 13’ Ailton 29’ | Marcatori |  |

## Statistiche

### Statistiche di squadra
| Competizione     | Punti | Totale | Totale | Totale | Totale | Totale | Totale | DR  |
| Competizione     | Punti | G      | V      | N      | P      | Gf     | Gs     | DR  |
| ---------------- | ----- | ------ | ------ | ------ | ------ | ------ | ------ | --- |
| Primeira Divisão | 42    | 30     | 17     | 8      | 5      | 59     | 26     | +33 |
| Taça de Portugal | -     | 5      | 4      | 0      | 1      | 15     | 7      | +8  |
| Totale           | 42    | 35     | 21     | 8      | 6      | 74     | 33     | +41 |